# 1462 en littérature
| Années de la littérature : 1459 - 1460 - 1461 - 1462 - 1463 - 1464 - 1465    |
| Décennies de la littérature : 1430 - 1440 - 1450 - 1460 - 1470 - 1480 - 1490 |

Cet article présente les faits marquants de l'année 1462 en littérature.

## Évènements
- 14 août : Johann Fust (ancien associé de Johannes Gutenberg) et Peter Schoeffer impriment à Mayence la première édition datée de la bible en latin[1].

- Marsile Ficin fonde l’Académie platonicienne dans la villa de Careggi aux environs de Florence donnée par Cosme de Medicis. Il réalise la première traduction complète des œuvres de Platon (fin en 1484)[2].

## Parutions

### Ouvrages didactiques
- De statua (De la statue), traité sur la sculpture de Leon Battista Alberti publié en 1464[3].
- Guide du penseur ou du non-autre (Directio speculantis seu de li non-aliud) de Nicolas de Cuse[4].

### Poésie
- François Villon rédige le Quatrain et la Ballade des pendus[5].

### Fictions
- Mabrien, roman de chevalerie, dernière partie du cycle de Renaut de Montauban[6].

## Naissances
- 1er février : Johannes Trithemius, abbé allemand à l'origine de plusieurs découvertes en cryptologie, mort en 1516.
- 8 septembre : Henry Medwall, dramaturge anglais, mort  après 1502[7].
- 16 septembre : Pomponazzi, humaniste et philosophe italien, mort le 18 mai 1525.

## Décès
- 22 avril : Guillebert de Lannoy, diplomate au service des ducs de Bourgogne, auteur de récits de voyage, né en 1386.

- 8 mai : Palla Strozzi, banquier, homme politique, homme de lettres, philosophe et philologue italien, fondateur de la première bibliothèque à Florence, né en 1372.

- Louis Ier, seigneur de Beauvau, noble français au service de la maison d'Anjou, poète, né en 1409.
- Vers 1462 : 
  - Robert Blondel, historien et poète français, né vers 1380[8].
  - Antoine de La Sale, écrivain français, né vers 1386.